# 宇津保物語

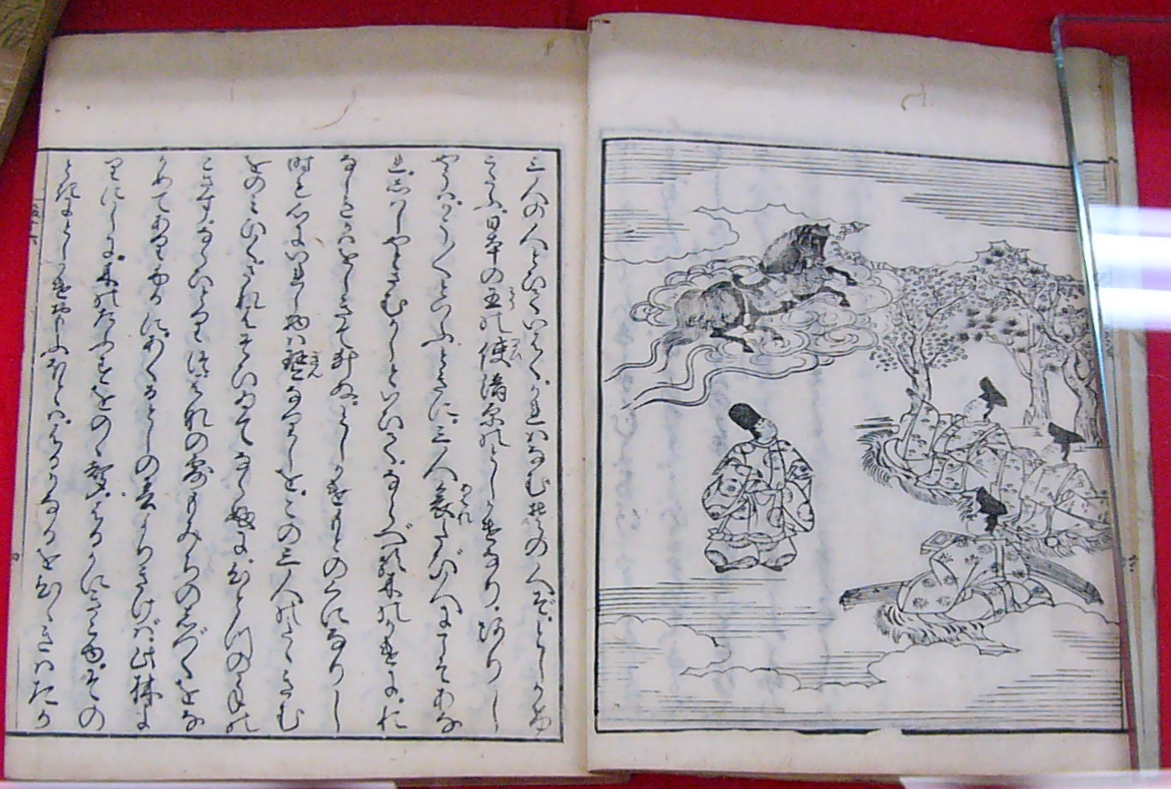
文化3年版

《宇津保物語》（日语：／ Utsubo Monogatari），表記作：，是日本平安時代中期的一部長篇物語，全二十卷，作者不明，較可能者為源順。它受到了《竹取物語》的影響，是日本最古老的長篇物語。 《宇津保物語》描述的是当時貴族演奏中國傳入的琴的盛況。
源氏物語第十七帖的繪合中可見到對於宇津保物語的討論。

## 情節
遣唐使清原俊蔭因為在前往唐朝的途中遇難而漂流到波斯。受到仙人傳授琴技，23年後返回日本。他辭官不作，把琴技教給了女兒，委託女兒重振清原家之後逝世。其女與太政大臣之子藤原兼雅育有一子藤原仲忠，但沒有得到名分，因此困居於北山森林的樹洞中，她把父親的琴技教給了兒子。兼雅後來把仲忠帶走撫養。
當時源正賴的女兒貴宮（あて宮）的求婚者絡繹不絕，春宮（皇太子）、仲忠、源涼、源實忠、源仲純、上野宮、三春高基等都包括在內。雖然仲忠和涼曾在宮中比賽琴技以決勝負，但此女仍然嫁於了皇太子春宮，改號藤壺。
仲忠與名叫“一宮”的女性結婚，後者生下女兒犬宮（いぬ宮），犬宮後來成為了尚侍。仲忠升任大納言、春宮即位。仲忠請求母親教給了其女犬宮琴技，犬宮為上皇、嵯峨院和朱雀院演奏，後者大為感動，全書也在此終止。

## 外部連結
- 『うつほ物語』への招待（页面存档备份，存于）、物語学の森
- 九州大学付属図書館　細井貞雄書入「宇津保物語」画像データベース